# Municipio de Hickory Grove (Arkansas)
El municipio de Hickory Grove (en inglés: Hickory Grove Township) es un municipio ubicado en el condado de Newton en el estado estadounidense de Arkansas. En el año 2010 tenía una población de 129 habitantes y una densidad poblacional de 2,93 personas por km².

## Geografía
El municipio de Hickory Grove se encuentra ubicado en las coordenadas 35°50′24″N 93°16′54″O / 35.84000, -93.28167. Según la Oficina del Censo de los Estados Unidos, el municipio tiene una superficie total de 44 km², de la cual 43,98 km² corresponden a tierra firme y (0,05 %) 0,02 km² es agua.

## Demografía
Según el censo de 2010, había 129 personas residiendo en el municipio de Hickory Grove. La densidad de población era de 2,93 hab./km². De los 129 habitantes, el municipio de Hickory Grove estaba compuesto por el 88,37 % blancos, el 2,33 % eran amerindios y el 9,3 % eran de una mezcla de razas. Del total de la población el 0,78 % eran hispanos o latinos de cualquier raza.